# Кіран Десаї
Кіран Десаї (англ. Kiran Desai) — індійська письменниця, яка постійно проживає в США. Авторка роману The Inheritance of Loss, що виграв Букерівську премію 2006 року, а також Літературну Нагороду від National Book Critics Circle.

## Життєпис
Кіран Десаї народилася в Нью-Делі, Індія, де жила до 10 років. Потім із матір'ю, письменницею Анітою Десаї, рік жила в Англії, після чого переїхала до США, де вивчала творчу писемність в Беннінгтон коледжі, Університеті Холлінса та Колумбійському університеті.
У січні 2010 року стало відомо, що Десаї знаходиться в стосунках з Орханом Памуком.

## Літературна діяльність
Перший роман Десаї, Hullabaloo in the Guava Orchard, опублікований в 1998, отримав схвальні відгуки від таких помітних фігур як Салман Рушді. Роман отримав нагороду Betty Trask Award, яка присуджується Спілкою Письменників за найкращий новий роман серед громадян Британської Співдружності віком до 35 років.
Друга книга Десаї, The Inheritance of Loss (2006), отримала численні схвальні критичні відгуки в Азії, Європі та США, виграла Букерівську премію 2006 року і Літературну Нагороду від National Book Critics Circle 2006 року.
У вересні 2007-го Кіран Десаї була гостею в біографічній музичній дискусійній програмі Private Passions з ведучим Майклом Берклі на BBC Radio 3. У травні 2007 вона була спеціальною гостею вступної частини фестивалю Asia House Festival of Asian Literature.